# 미나미유자촌
미나미유자촌(南遊佐村)은 야마가타현 아쿠미군에 있던 촌이다.  현재의 사카타시의 북서부, 우에쓰 본선의 미나미초카이역 주변에 해당한다.

## 역사
- 1889년 4월 1일 - 정촌제 시행에 의해 3촌의 구역을 가지고 성립하였다.
- 1954년 12월 1일 - 사카타시에 편입해, 동일 미나미유자촌은 폐지되었다.

## 교통

### 철도
- 일본국유철도
  - 우에쓰 본선

## 참고문헌
- 角川日本地名大辞典 6 山形県